# Вайнштейн, Амнон
Амнон Вайнштейн (ивр. אמנון ויינשטיין‎; 21 июля 1939, Тель-Авив, Подмандатная Палестина — 4 марта 2024, Израиль) — израильский скрипичный мастер. Основатель и промоутер коллекции музыкальных инструментов «Скрипки надежды» (англ. Violins of Hope).

## Биография
Амнон Вайнштейн родился 21 июля 1939 года в Тель-Авиве в период Подмандатной Палестины.
Отец Вайнштейна,Моше, родился в 1909 году в Польше и учился игре на скрипке в консерватории в Вильнюсе, в Литве, которая в то время была частью Польши. Он учился на скрипичном мастере у Яакова Циммермана в Варшаве. В 1938 году Моше эмигрировал в Британскую Палестину и основал в Тель-Авиве фирму скрипичных мастеров Вайнштейн. Одной из первых его работ стало обслуживание Палестинского симфонического оркестра, основанного Брониславом Губерманом. Когда известие о преследовании евреев в Германии дошло до Палестины, музыканты, которые раньше любили свои немецкие скрипки, или сломали их, или сожгли, а некоторые сказали Моше, что выбросят их, если он их не купит. Так отец Вайнштейна начал коллекционировать скрипки. Когда после войны он узнал, что все его родственники, оставшиеся в Восточной Европе, были убиты, у него случился сердечный приступ. С тех пор Моше Вайнштейн больше никогда не хотел говорить о своей семье.
24 сентября 2008 года прошёл лервый концерт под названием «Скрипки надежды».
Сначала Амнон учился у своего отца, а позже учился ремеслу создания и ремонта скрипок у Пьетро Сгаработто, Джузеппе Орнате и Фердинандо Гаримберти.
Вайнштейн является одним из основателей музыкального центра «Кешет Эйлон».
Амнон был женат на журналистке Ассаэле Бельской, дочери Асаеле Бельской, одном из антинацистских партизан Бельского, увековеченном в фильме «Вызов» (2008).
Умер 4 марта 2024 года в Тель-Авиве в возрасте 84 лет.